# Kornelis Hoekzema (burgemeester)
Kornelis Hoekzema ook wel Kees Hoekzema, (Hilversum, 11 januari 1911 – aldaar, 20 januari 1992) was een Nederlands politicus van de CHU.
Hij werd geboren als zoon van Johannes Arnoldus Hoekzema (1870-1948; predikant) en Gerardina Engelberts (*1874). In Hilversum was hij leider van de plaatselijke Christelijk-historische jongerengroep. Na het gymnasium volgde Hoekzema aanvankelijk een opleiding in de handel maar kort daarop ging hij rechten studeren aan de Rijksuniversiteit Utrecht. Hij is in 1939 afgestudeerd en werd volontair bij de gemeentesecretarie van Maartensdijk. In januari 1940 volgde daar zijn aanstelling als leider van de distributiekring. Hoekzema werd eind 1940 de burgemeester van Oostburg en in mei 1944 volgde ontslag. Na de bevrijding werd hij gestaakt maar in april 1946 kon hij terugkeren in zijn oude functie.

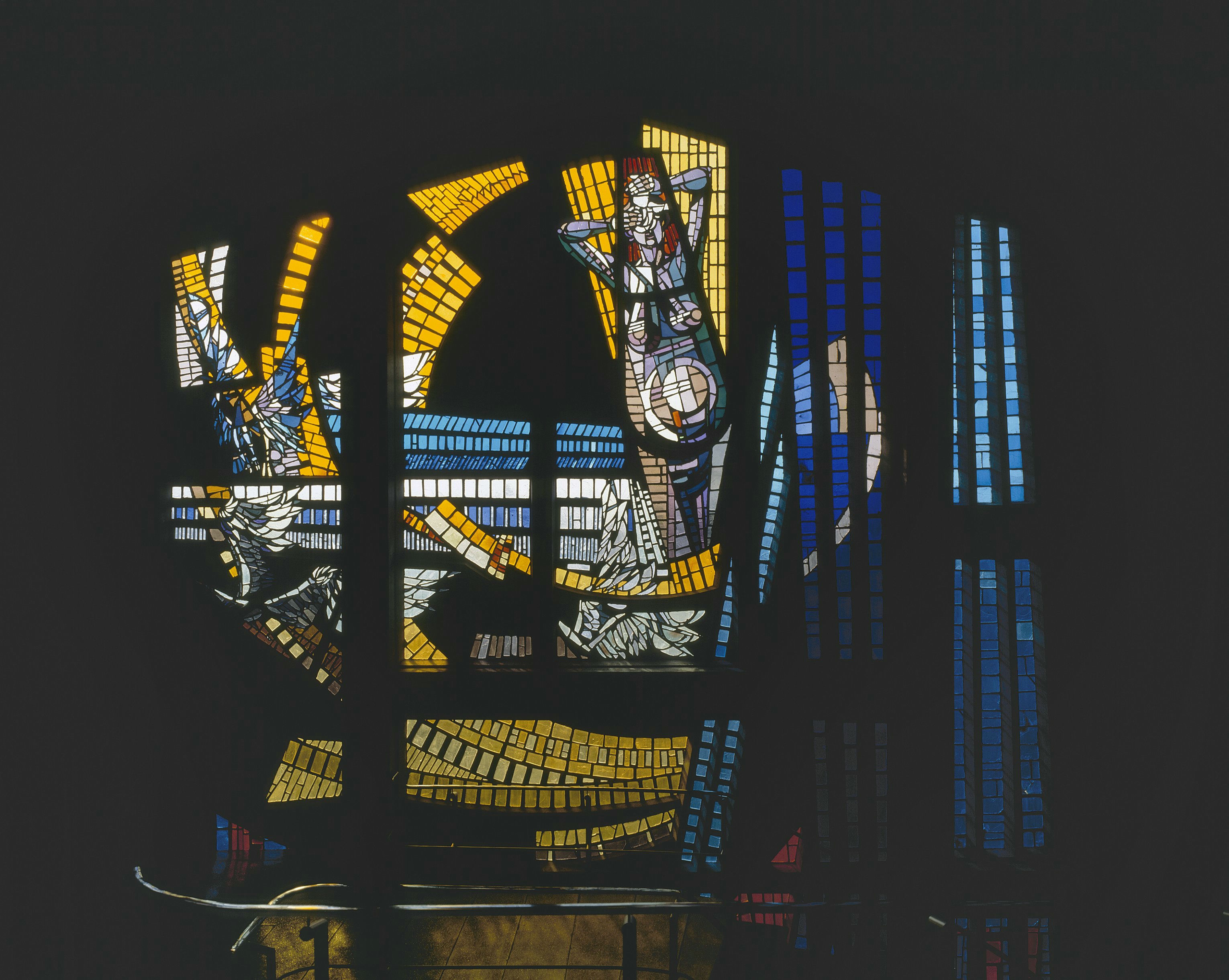
Het glas-in-beton in het raadhuis (foto 1989)

In 1952 en 1958 werd hij herbenoemd, al hadden bewoners van Oostburg bij die laatste benoemingen bezwaar aangetekend vanwege zijn persoonlijke gedragingen/privé-leven. Hij kwam in 1958 verder in opspraak vanwege de hoge kosten die werden gemaakt bij de bouw van een nieuw raadhuis met luxe inrichting waaronder een glas-in-betonwand, aldus was de mening. De hoge uitgaven zouden nog jarenlang een stempel drukken op de financiën.
Hoekzema werd begin 1960 voor onbepaalde tijd op verlof gestuurd vanwege persoonlijk gedrag, een resultaat dat mede werd gedragen door een onderzoek van de Rijksrecherche naar Hoekzema. De zaak sleepte voort en Hoekzema vroeg in het najaar zelf ontslag voor de functie van burgemeester aan, hetgeen hem verleend werd.
Hij reageerde vervolgens afwijzend op de oproep om afstand te doen van zijn functie als ambtenaar van de burgerlijke stand. Ook weigerde hij lange tijd om te vertrekken uit de ambtswoning zodat zijn opvolger daar niet kon intrekken. Nadat de kantonrechter bepaald had dat hij weg moest, ging hij in hoger beroep. Echter voor dat beroep diende, vertrok hij in januari 1962 naar zijn geboorteplaats Hilversum waar hij ging werken in het bedrijfsleven.
Hoekzema overleed daar in 1992 op 81-jarige leeftijd.
Hoekzema was drager van het Verzetsherdenkingskruis. Hij was een kleinzoon van de Groningse architect Kornelis Hoekzema (1844-1911). Hoekzema was getrouwd met Magdalena Elisabeth de Herder.